# Wolfram Ibing
Wolfram Ibing (* 11. Juli 1922 in Essen; † 27. August 2004 in Lippstadt) war ein Brigadegeneral des Heeres der Bundeswehr.

## Leben
Ibing wuchs in Ostpreußen auf. Nach dem Abitur 1941 trat er in die Kriegsmarine ein (Crew V/41). Im Oktober 1942 wechselte er zum Heer der Wehrmacht und war bei Panzergrenadier-Verbänden in Süditalien und Ungarn eingesetzt. Im März 1945 erlitt er als Oberleutnant eine schwere Verwundung und war bis Ostern 1946 im Lazarett. Anschließend war er zehn Jahre Kommunalbeamter in Iserlohn. 1956 trat er als Oberleutnant in die Bundeswehr ein und wurde Hörsaaloffizier an der Heeresoffizierschule I in der Emmich-Cambrai-Kaserne in Hannover und 1957 Kompaniechef.
Von 1959 bis 1960 absolvierte Ibing den 3. Generalstabslehrgang Heer an der Führungsakademie der Bundeswehr in Hamburg, wo er zum Offizier im Generalstabsdienst ausgebildet wurde. Anschließend folgten Stabsverwendungen als G 2 (Militärisches Nachrichtenwesen) und G 3 im Stab der 1. Luftlandedivision. 1965 wurde er Hilfsreferent im Führungsstab des Heeres im Bundesministerium der Verteidigung auf der Hardthöhe in Bonn, 1957 G-1-Lehrer zu den Stabsoffizier- und Auswahllehrgängen, und 1970 Chef des Stabes der 6. Panzergrenadierdivision in der Hindenburg-Kaserne in Neumünster. 1971 erfolgte die Ernennung zum Oberst.
1972 wurde Ibing Brigadekommandeur der Luftlandebrigade 27 in der Lipperland-Kaserne in Lippstadt und ab Oktober 1977 bis September 1982 stellvertretender Divisionskommandeur der 1. Luftlandedivision in der Eichelberg-Kaserne in Bruchsal. Im Mai 1978 wurde er zum Brigadegeneral befördert.

## Privates
Ibing war evangelisch, verheiratet und hatte drei Kinder. Er starb 2004.

## Auszeichnungen
- 1973: Verdienstkreuz am Bande des Verdienstordens der Bundesrepublik Deutschland
- 1981: Verdienstkreuz 1. Klasse des Verdienstordens der Bundesrepublik Deutschland

## Schriften
- Die Garnison in Lippstadt: 1616–1991 (= Lippstädter Spuren. Band 7). Pressehaus des Patriot, Lippstadt 1991.